# プロトテカ
プロトテカ（Prototheca）は広義の緑藻（緑色植物門）に含まれる藻類の一種である。クロレラに近縁な生物であるが葉緑体を二次的に失っており、クロレラのような緑色ではない。世界中の土壌や汚水中に広く分布する。プロトテカは吸収栄養を行う従属栄養生物であるが、時に動物に感染して人獣共通感染症であるプロトテカ症を引き起こす。そのためプロトテカは、特に獣医学の分野において研究が進められている。

## 細胞の特徴
細胞は球形からいびつな楕円形、直径は様々でおよそ 2-15μm である。葉緑体を持たず球形のプロトテカは、光学顕微鏡における外見が酵母に類似している。そのため「酵母様藻類」と形容されたり、菌類として誤同定されたりする場合がある。特に寒天培地上で培養されプロトテカは白色のコロニーを作り、酵母に似る。プロトテカは単細胞性の緑藻であるクロレラ属から分岐したと考えられているが、独立栄養生物であるクロレラに対し、プロトテカは寄生性もしくは腐生性である。葉緑体は痕跡的であり既に光合成能は失われているが、その中に緑藻の特徴であるデンプン粒を保持している。これをヨウ素液などで染色することによって、酵母と見分けることが可能である。
プロトテカの細胞壁は三層構造で、強力な加水分解耐性を持つ。この細胞壁は紫外線で励起されて蛍光を発するほか、赤外分光によってスポロポレニンとは異なったスペクトルを示す。これにより、スポロポレニンを細胞壁に含む緑藻類（イカダモなど）と明瞭に区別される。また、クロレラの細胞壁に含まれるガラクトースやガラクトサミンといった糖・アミノ糖はプロトテカには無い。プロトテカの強靭な細胞壁は、病原体としてのプロトテカの薬剤耐性に貢献していると考えられている。

## 生殖
繁殖は内生胞子による。栄養細胞が成長してその大きさが増大すると、その内部に2-8(-20)のが形成され、細胞自体が胞子嚢となる。この膜が壊れることで胞子が放出されると、それぞれが成長して新たな栄養細胞となる。酵母に見られるような出芽や分裂は知られていない。また有性生殖は知られていない。

## 歴史
プロトテカは1894年、樹木の病巣（slime flux と呼ばれる）から初めて単離され、発見当初は菌類の一種であると考えられた。その後、ピエール・アンドレア・サッカルド(1895)はこれが作る内生胞子を子嚢胞子と見なし、これを子嚢菌類のエンドミケスに近縁なものとした。
他方、ウエスト(1916)はこれを藻類と見て、クロレラに近いものとして位置づけた。

## プロトテカ症
プロトテカによって引き起こされる感染症はプロトテカ症（Protothecosis）と呼ばれる。イヌ、ネコ、家畜および人に感染する人獣共通感染症である。病原体として最も良く知られる種は P. wickerhami と P. zopfii である。両種ともイヌに感染するほか、後者はヒトへの感染の大部分を占める。前述の通り、プロトテカの分布は広範であるために曝露の機会は多いが、感染は稀である。感染に至る場合は免疫系の機能低下に伴う場合が多い。イヌの中でも特にメスやコリー種は感染しやすい。一方、ヒトへの感染の最初の報告は1964年、シエラレオネにおけるものである。

### 皮膚性のプロトテカ症
プロトテカ症には二つの主要な形態がある。皮膚を侵すものと播種性（散在性）のものである。ネコの場合は専ら前者が見られる。症状としては耳、脚、鼻、頭部などの皮膚に柔らかいしこりを生じる。感染経路は皮膚の外傷であることが多い。ヒトもネコと同様に皮膚性のプロトテカ症にかかるが、免疫不全の場合には播種性のものへと移行する。皮膚性のプロトテカ症の場合、病巣を外科的に除去することで治療を行う。

### 家畜のプロトテカ症
家畜のプロトテカ症は腸炎や乳腺炎を引き起こす。プロトテカ症による家畜の乳腺炎は風土病として、ドイツ、アメリカ、ブラジルなど世界各地から報告されている。

### イヌのプロトテカ症
播種性プロトテカ症はイヌに多く見られる。プロトテカは口や鼻から進入して腸に到達した後、そこから目、脳、腎臓などに拡散する。症状は下痢、体重の減少、体力低下、ブドウ膜炎、網膜剥離、運動失調、発作などである。イヌの急な失明や、網膜剥離を伴う下痢などはプロトテカ症が疑われる。診断は病原体の培養や、尿、硝子体、脳脊髄液、などの生検組織診にて行われる。イヌにおける播種性プロトテカ症の治療は、幾つかの症例で抗真菌剤が効果的であったと報告されているものの、一般には非常に困難である。

## その他の生育環境
他に樹木からしみ出る樹液、生活排水、醸造排水処理槽などから発見された例もある。

## 利用
病原体として忌避されるプロトテカであるが、種によっては石油の分解能を持つものや、エタノール産生能を持つものも報告されている。プロトテカを担体に固定するなどして、有用物質の生産効率を上昇させる試みも為されている。

## 分類
プロトテカは緑色植物門のトレボウキシア藻綱に属する。トレボウキシア藻綱は1994年に設立された分類群であり、設立当初は鞭毛装置や細胞分裂様式といった微細構造に基づいて定義された綱であった。そのため当時は、生活環の中で遊走細胞を持たないクロレラやプロトテカは本綱に属する根拠を欠いていた。2000年以降、分子系統解析による系統分類が進むと、クロレラやプロトテカのトレボウキシア藻綱への帰属、および両属の近縁性が明らかとなった.
プロトテカは、病原性や炭化水素の代謝能といった一般的な緑藻とは一線を画す特徴を備えているが、プロトテカに近縁な藻類には類似の特徴を持つものもある。例えば、かつて螺旋胞子虫と呼ばれていた Helicosporidium parasiticum も病原性を持っており葉緑体を欠くが、トレボウキシア藻綱への帰属が示唆されている。また、石油産生緑藻として知られる Botryococcus も同綱の藻類である。
10種以上が記載されているが、種の分類には様々な問題がある。細胞の大きさや胞子の数などは培養条件によっても変化することが知られており、決め手とはなりがたい。栄養要求や資化性試験などによって分類する方法が提示されている。